# Dizzy Diddy
Dizzy Diddy (né le 1er septembre 1988 à Luanda) est un artiste et entrepreneur franco-angolais.

## Carrière
En juin 2014, il a publié son premier EP intitulé Dizzillumination.
Un an après, il sort Trapalogia.
Il a organisé les Angola Video Music Awards, un événement national récompensant les artistes pour leurs chansons, leurs clips vidéos et leurs performances au cours d'une année civile,. 

## Discographie

### Singles
- 2016 : Tipo Nada
- 2017 : Kumbela[4]

### EPs
- 2014 : Dizzillumination
- 2016 : Trapologia 2.0
- 2019 : Six

### Albums
- 2015 : Trapologia
- 2017 : Fever